# Carme (mitologia)
Carme (in greco antico: Κάρμη?) è un personaggio della mitologia greca, una ninfa che si concesse al desiderio amoroso di Zeus infaticabile divinità alla ricerca del piacere sessuale e che da lui ebbe una figlia, chiamata Britomarti.

## Mitologia
Carme era una fanciulla di Creta, figlia di Eubolo, a sua volta figlio di Carmanore, il sacerdote cretese che aveva ospitato nel suo letto Apollo e Acacallide, i due amanti che gli avevano chiesto ausilio da Minosse.

### Fonti
- Pausania Periegesi della Grecia, II, 30,3
- Diodoro Siculo, V, 76